# (5541) Seimei
(5541) Seimei es un asteroide perteneciente al cinturón de asteroides descubierto el 22 de octubre de 1976 por Hiroki Kosai y su compañero astrónomo Kiichirō Furukawa desde el Observatorio Kiso, Monte Ontake, Japón.

## Designación y nombre
Designado provisionalmente como 1976 UH16. Fue nombrado Seimei en homenaje a Abe-no Seimei, una autoridad en astronomía, astrología y adivinación. A petición del emperador y los nobles, les contó su fortuna. Hay muchas leyendas misteriosas sobre sus habilidades. Sus descendientes jugaron papeles importantes en la compilación del calendario anotado japonés durante aproximadamente 800 años.

## Características orbitales
Seimei está situado a una distancia media del Sol de 3,181 ua, pudiendo alejarse hasta 3,648 ua y acercarse hasta 2,715 ua. Su excentricidad es 0,146 y la inclinación orbital 12,88 grados. Emplea 2072,92 días en completar una órbita alrededor del Sol.

## Características físicas
La magnitud absoluta de Seimei es 12,2. Tiene 13,25 km de diámetro y su albedo se estima en 0,145. 